# Playoffs NBA 1979
Los Playoffs de la NBA de 1979 fueron el torneo final de la temporada 1978-79 de la NBA. Concluyó con la victoria de Seattle SuperSonics, campeón de la Conferencia Oeste, sobre Washington Bullets, campeón de la Conferencia Este, por 4-1. El MVP de las Finales fue el base Dennis Johnson.
Las Finales fueron una repetición del año anterior; en la que los Bullets derrotaron a los Sonics cuatro partidos a tres en las Finales de 1978. A día de hoy, los Bullets (más tarde Washington Wizards) todavía no han vuelto a las Finales de Conferencia.
San Antonio Spurs hizo su primera visita a las Finales de Conferencia en estos playoffs de 1979.
Estos playoffs también se vieron marcados por la primera vez en la que tres equipos de la liga ABA se clasificaban para los playoffs y por el debut de New Jersey Nets en las series.

## Tabla
|  | Primera ronda     | Primera ronda | Primera ronda |   |  | Semifinales de Conferencia | Semifinales de Conferencia | Semifinales de Conferencia |  |  | Finales de Conferencia | Finales de Conferencia | Finales de Conferencia |  |  | Finales NBA | Finales NBA | Finales NBA |
|  |                   |               |               |   |  |                            |                            |                            |  |  |                        |                        |                        |  |  |             |             |             |
|  | E4                | Houston       | 0             |   |  | E1                         | Washington*                | 4                          |  |  |                        |                        |                        |  |  |             |             |             |
|  | E4                | Houston       | 0             |   |  | E1                         | Washington*                | 4                          |  |  |                        |                        |                        |  |  |             |             |             |
|  | E5                | Atlanta       | 2             |   |  | E5                         | Atlanta                    | 3                          |  |  |                        |                        |                        |  |  |             |             |             |
|  | E5                | Atlanta       | 2             |   |  | E5                         | Atlanta                    | 3                          |  |  |                        |                        |                        |  |  |             |             |             |
|  |                   |               |               |   |  |                            |                            |                            |  |  | E1                     | Washington*            | 4                      |  |  |             |             |             |
|  | Conferencia Este  |               |               |   |  |                            |                            |                            |  |  | E1                     | Washington*            | 4                      |  |  |             |             |             |
|  |                   | E2            | San Antonio*  | 3 |  |                            |                            |                            |  |  |                        |                        |                        |  |  |             |             |             |
|  |                   |               |               |   |  |                            |                            |                            |  |  |                        |                        |                        |  |  |             |             |             |
|  | E3                | Philadelphia  | 2             |   |  | E3                         | Philadelphia               | 3                          |  |  |                        |                        |                        |  |  |             |             |             |
|  | E3                | Philadelphia  | 2             |   |  | E3                         | Philadelphia               | 3                          |  |  |                        |                        |                        |  |  |             |             |             |
|  | E6                | New Jersey    | 0             |   |  | E2                         | San Antonio*               | 4                          |  |  |                        |                        |                        |  |  |             |             |             |
|  | E6                | New Jersey    | 0             |   |  | E2                         | San Antonio*               | 4                          |  |  |                        |                        |                        |  |  |             |             |             |
|  |                   |               |               |   |  |                            |                            |                            |  |  |                        |                        |                        |  |  | E1          | Washington* | 1           |
|  |                   |               |               |   |  |                            |                            |                            |  |  |                        |                        |                        |  |  | E1          | Washington* | 1           |
|  |                   | W1            | Seattle*      | 4 |  |                            |                            |                            |  |  |                        |                        |                        |  |  |             |             |             |
|  |                   |               |               |   |  |                            |                            |                            |  |  |                        |                        |                        |  |  |             |             |             |
|  | W4                | Denver        | 1             |   |  | W1                         | Seattle*                   | 4                          |  |  |                        |                        |                        |  |  |             |             |             |
|  | W4                | Denver        | 1             |   |  | W1                         | Seattle*                   | 4                          |  |  |                        |                        |                        |  |  |             |             |             |
|  | W5                | Los Angeles   | 2             |   |  | W5                         | Los Angeles                | 1                          |  |  |                        |                        |                        |  |  |             |             |             |
|  | W5                | Los Angeles   | 2             |   |  | W5                         | Los Angeles                | 1                          |  |  |                        |                        |                        |  |  |             |             |             |
|  |                   |               |               |   |  |                            |                            |                            |  |  | W1                     | Seattle*               | 4                      |  |  |             |             |             |
|  | Conferencia Oeste |               |               |   |  |                            |                            |                            |  |  | W1                     | Seattle*               | 4                      |  |  |             |             |             |
|  |                   | W3            | Phoenix       | 3 |  |                            |                            |                            |  |  |                        |                        |                        |  |  |             |             |             |
|  |                   |               |               |   |  |                            |                            |                            |  |  |                        |                        |                        |  |  |             |             |             |
|  | W3                | Phoenix       | 2             |   |  | W3                         | Phoenix                    | 4                          |  |  |                        |                        |                        |  |  |             |             |             |
|  | W3                | Phoenix       | 2             |   |  | W3                         | Phoenix                    | 4                          |  |  |                        |                        |                        |  |  |             |             |             |
|  | W6                | Portland      | 1             |   |  | W2                         | Kansas City*               | 1                          |  |  |                        |                        |                        |  |  |             |             |             |
|  | W6                | Portland      | 1             |   |  | W2                         | Kansas City*               | 1                          |  |  |                        |                        |                        |  |  |             |             |             |

*Campeón de División

Negrita Ganador de la serie

Cursiva Equipo con ventaja de campo

## Conferencia Este
Campeón: Washington Bullets

### Primera Ronda
(1) Washington Bullets y (2) San Antonio Spurs
(3) Philadelphia 76ers vs. (6) New Jersey Nets:
76ers ganó la serie 2-0
- Partido 1 - Philadelphia: Philadelphia 122, New Jersey 114
- Partido 2 - New Jersey: Philadelphia 111, New Jersey 101

(4) Houston Rockets vs. (5) Atlanta Hawks:
Hawks ganó la serie 2-0
- Partido 1 - Houston: Atlanta 109, Houston 106
- Partido 2 - Atlanta: Atlanta 100, Houston 91

### Semifinales de Conferencia
(1) Washington Bullets vs. (5) Atlanta Hawks:
Bullets ganó la serie 4-3
- Partido 1 - Washington: Washington 103, Atlanta 89
- Partido 2 - Washington: Atlanta 107, Washington 99
- Partido 3 - Atlanta: Washington 89, Atlanta 77
- Partido 4 - Atlanta: Washington 120, Atlanta 118
- Partido 5 - Washington: Atlanta 107, Washington 103
- Partido 6 - Atlanta: Atlanta 104, Washington 86
- Partido 7 - Washington: Washington 100, Atlanta 94

(2) San Antonio Spurs vs. (3) Philadelphia 76ers:
Spurs ganó la serie 4-3
- Partido 1 - San Antonio: San Antonio 119, Philadelphia 106
- Partido 2 - San Antonio: San Antonio 121, Philadelphia 120
- Partido 3 - Philadelphia: Philadelphia 123, San Antonio 115
- Partido 4 - Philadelphia: San Antonio 115, Philadelphia 112
- Partido 5 - San Antonio: Philadelphia 120, San Antonio 97
- Partido 6 - Philadelphia: Philadelphia 92, San Antonio 90
- Partido 7 - San Antonio: San Antonio 111, Philadelphia 108

### Finales de Conferencia
(1) Washington Bullets vs. (2) San Antonio Spurs:
Bullets ganó la serie 4-3
- Partido 1 - Washington: San Antonio 118, Washington 97
- Partido 2 - Washington: Washington 115, San Antonio 95
- Partido 3 - San Antonio: San Antonio 116, Washington 114
- Partido 4 - San Antonio: San Antonio 118, Washington 102
- Partido 5 - Washington: Washington 107, San Antonio 103
- Partido 6 - San Antonio: Washington 108, San Antonio 100
- Partido 7 - Washington:  Washington 107, San Antonio 105

## Conferencia Oeste
Campeón: Seattle SuperSonics

### Primera Ronda
(1) Seattle SuperSonics y (2) Kansas City Kings
(3) Phoenix Suns vs. (6) Portland Trail Blazers:
Suns ganó la serie 2-1
- Partido 1 - Phoenix: Phoenix 107, Portland 103
- Partido 2 - Portland: Portland 96, Phoenix 92
- Partido 3 - Phoenix: Phoenix 101, Portland 91

(4) Denver Nuggets vs. (5) Los Angeles Lakers:
Lakers ganó la serie 2-1
- Partido 1 - Denver: Denver 110, Los Ángeles 105
- Partido 2 - Los Ángeles: Los Angeles 121, Denver 109
- Partido 3 - Denver: Los Angeles 112, Denver 111

### Semifinales de Conferencia
(1) Seattle SuperSonics vs. (5) Los Angeles Lakers:
Sonics ganó la serie 4-1
- Partido 1 - Seattle: Seattle 112, Los Ángeles 101
- Partido 2 - Seattle: Seattle 108, Los Ángeles 103
- Partido 3 - Los Ángeles: Los Angeles 118, Seattle 112
- Partido 4 - Los Ángeles: Seattle 117, Los Ángeles 115
- Partido 5 - Seattle: Seattle 106, Los Ángeles 100

(2) Kansas City Kings vs. (3) Phoenix Suns:
Suns ganó la serie 4-1
- Partido 1 - Phoenix: Phoenix 102, Kansas City 99
- Partido 2 - Kansas City: Kansas City 111, Phoenix 91
- Partido 3 - Phoenix: Phoenix 108, Kansas City 93
- Partido 4 - Kansas City: Phoenix 108, Kansas City 94
- Partido 5 - Phoenix: Phoenix 120, Kansas City 99

### Finales de Conferencia
(1) Seattle SuperSonics vs. (3) Phoenix Suns:
Sonics ganó la serie 4-3
- Partido 1 - Seattle: Seattle 108, Phoenix 93
- Partido 2 - Seattle: Seattle 103, Phoenix 97
- Partido 3 - Phoenix: Phoenix 113, Seattle 103
- Partido 4 - Phoenix: Phoenix 100, Seattle 91
- Partido 5 - Seattle: Phoenix 99, Seattle 93
- Partido 6 - Phoenix: Seattle 106, Phoenix 105
- Partido 7 - Seattle: Seattle 114, Phoenix 110

## Finales NBA
(1) Washington Bullets vs. (1) Seattle SuperSonics:
Sonics ganó la serie 4-1
- Partido 1 - Washington: Washington 99, Seattle 97
- Partido 2 - Washington: Seattle 92, Washington 82
- Partido 3 - Seattle: Seattle 105, Washington 95
- Partido 4 - Seattle: Seattle 114, Washington 112
- Partido 5 - Washington: Seattle 97, Washington 93